# Lingreville
Lingreville est une ancienne commune française du département de la Manche et de la région Normandie.
Le 1er janvier 2023, elle devient commune déléguée de Tourneville-sur-Mer.

## Géographie

### Localisation
La commune est littorale, au sud du Coutançais. Son bourg est à 6,5 km au nord de Bréhal et à 15 km au sud-ouest de Coutances.
| Annoville                             | Annoville            | Annoville, Quettreville-sur-Sienne |
| Mer de la Manche                      | Lingreville          | Muneville-sur-Mer                  |
| Mer de la Manche (havre de la Vanlée) | Bricqueville-sur-Mer | Muneville-sur-Mer                  |

### Climat
Pour des articles plus généraux, voir Climat de la Normandie et Climat de la Manche.
En 2010, le climat de la commune est de type climat océanique franc, selon une étude du CNRS s'appuyant sur une série de données couvrant la période 1971-2000. En 2020, Météo-France publie une typologie des climats de la France métropolitaine dans laquelle la commune est exposée à un climat océanique et est dans la région climatique  Normandie (Cotentin, Orne), caractérisée par une pluviométrie relativement élevée (850 mm/a) et un été frais (15,5 °C) et venté. Parallèlement le GIEC normand, un groupe régional d’experts sur le climat, différencie quant à lui, dans une étude de 2020, trois grands types de climats pour la région Normandie, nuancés à une échelle plus fine par les facteurs géographiques locaux. La commune est, selon ce zonage, exposée à un « climat maritime », correspondant au Cotentin et à l'ouest du département de la Manche, frais, humide et pluvieux, où les contrastes pluviométrique et thermique sont parfois très prononcés en quelques kilomètres quand le relief est marqué.
Pour la période 1971-2000, la température annuelle moyenne est de 11,1 °C, avec une amplitude thermique annuelle de 11,5 °C. Le cumul annuel moyen de précipitations est de 921 mm, avec 13,6 jours de précipitations en janvier et 7,8 jours en juillet. Pour la période 1991-2020 la température moyenne annuelle observée sur la station météorologique la plus proche, située sur la commune de Longueville à 11 km à vol d'oiseau, est de 11,9 °C et le cumul annuel moyen de précipitations est de 802,4 mm,. Pour l'avenir, les paramètres climatiques de la commune estimés pour 2050 selon différents scénarios d’émission de gaz à effet de serre sont consultables sur un site dédié publié par Météo-France en novembre 2022.

## Urbanisme

### Typologie
Lingreville est une commune rurale, car elle fait partie des communes peu ou très peu denses, au sens de la grille communale de densité de l'Insee,,,. La commune est en outre hors attraction des villes,.
La commune, bordée par la Manche, est également une commune littorale au sens de la loi du 3 janvier 1986, dite loi littoral. Des dispositions spécifiques d’urbanisme s’y appliquent dès lors afin de préserver les espaces naturels, les sites, les paysages et l’équilibre écologique du littoral, par exemple le principe d'inconstructibilité, en dehors des espaces urbanisés, sur la bande littorale des 100 mètres, ou plus si le plan local d'urbanisme le prévoit,.

### Occupation des sols
L'occupation des sols de la commune, telle qu'elle ressort de la base de données européenne d’occupation biophysique des sols Corine Land Cover (CLC), est marquée par l'importance des territoires agricoles (80,5 % en 2018), néanmoins en diminution par rapport à 1990 (86,4 %). La répartition détaillée en 2018 est la suivante : zones agricoles hétérogènes (62,9 %), zones urbanisées (13,8 %), prairies (9,6 %), terres arables (8 %), espaces verts artificialisés, non agricoles (4,7 %), zones humides côtières (0,4 %), milieux à végétation arbustive et/ou herbacée (0,3 %), espaces ouverts, sans ou avec peu de végétation (0,3 %). L'évolution de l’occupation des sols de la commune et de ses infrastructures peut être observée sur les différentes représentations cartographiques du territoire : la carte de Cassini (XVIIIe siècle), la carte d'état-major (1820-1866) et les cartes ou photos aériennes de l'IGN pour la période actuelle (1950 à aujourd'hui).

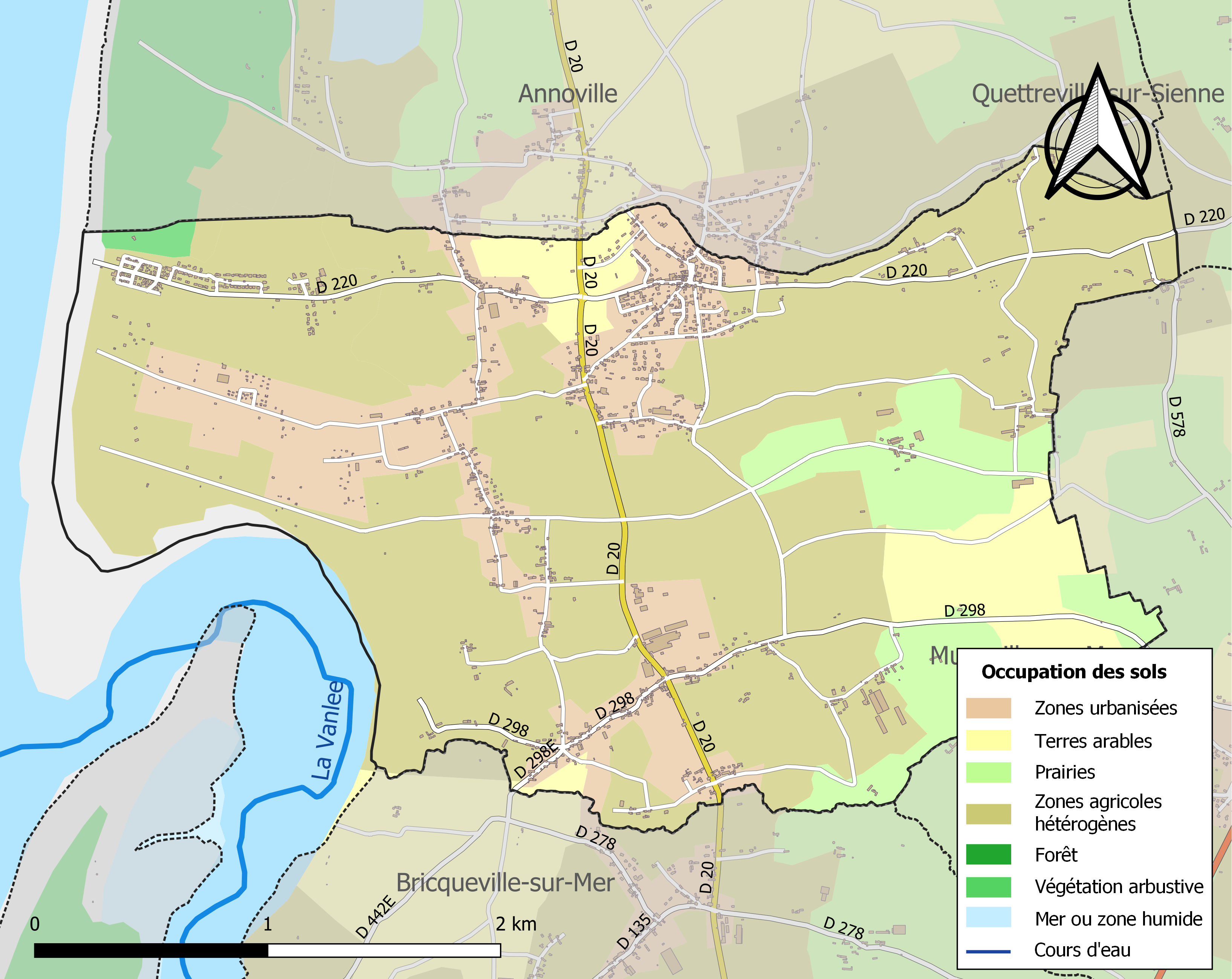
Carte des infrastructures et de l'occupation des sols de la commune en 2018 (CLC).

## Toponymie
Le nom de la localité est attesté sous les formes Legrinvilla en 1056 et 1066, Lingrevilla en 1146,, Ingressus villa sans date.
Il s'agit d'une formation toponymique médiévale en -ville au sens ancien de « domaine rural » dont le premier élément Lingre- représente un anthroponyme selon le cas général,.
C'est peut-être un nom de personne masculin de type anglo-scandinave *Leodgrimr ou *Leofgrimr, formé sur les éléments anglo-saxons leod ou leof + le vieux norrois grimr ou encore de l'anthroponyme germanique continental Leutgrim(us). Ces hypothèses sont justifiées par la récurrence des formes les plus anciennes en Legrin- devenu Lingre- plus tardivement par métathèse et par nasalisation de la première voyelle.
À noter la principale faiblesse de la première hypothèse avec l'absence d'attestation de ces deux noms anglo-scandinaves. En revanche, un certain Leutgrimus est bien mentionné dans le polyptyque de Saint-Irminion par exemple. Du point de vue du germanique commun Leod- et Leut-grim- sont identiques. Quant au « nom de personne anglo-saxon Leogrimr », il ne semble pas attesté en l'état des sources, par conséquent il devrait comporter un astérisque *Leogrimr, en outre, la forme grimr, grimR est scandinave et non pas anglo-saxonne.
Le gentilé est Lingremais.

## Histoire
Des fouilles, pratiquées dans la commune, ont révélé une occupation humaine datée du bronze ancien (2 400 à 2 200 ans). Le site a livré notamment des grattoirs, armature de flèche, perçoirs, racloirs, lames, etc..
D'après une inscription qui se lisait sur l'église, le village aurait été fondé au IXe siècle. Il est cité en 1195 dans des textes de l'Échiquier de Normandie.
En 1645, la paroisse a pour seigneur Charles Belin.
En 2022, les conseils municipaux de Lingreville et d'Annoville s'accordent pour engager la création pour 2023 d'une commune nouvelle qui sera dénommée Tourneville-sur-Mer.

## Politique et administration
| Période                                                                                         | Période         | Identité                              | Étiquette | Qualité           |
| ----------------------------------------------------------------------------------------------- | --------------- | ------------------------------------- | --------- | ----------------- |
| …1792                                                                                           | 1795            | Gabriel Le Bas - Les Jardins          |           |                   |
| 1795                                                                                            | 1795            | Jean-Baptiste Crépinel                |           |                   |
| 1795                                                                                            | 1800            | Gabriel Le Bas - Les Jardins          |           |                   |
| 1800                                                                                            | 1835            | Antoine Vincent                       |           |                   |
| 1835                                                                                            | 1840            | Jean-Charles Lecastellier Les Jardins |           |                   |
| 1840                                                                                            | 1848            | Adrien Hüe                            |           |                   |
| 1848                                                                                            | 1851            | André Frémin                          |           |                   |
| 1851                                                                                            | 1865            | Aimable Ouin                          |           |                   |
| 1865                                                                                            | 1888            | Nicolas Gabriel Davenet               |           |                   |
| 1888                                                                                            | 1889            | Charles Percepied                     |           |                   |
| 5 mai 1889                                                                                      | 27 janvier 1897 | Antoine Leconte                       |           |                   |
| 1897                                                                                            | 1919            | Jean Mahé                             |           |                   |
| 1919                                                                                            | 1922            | Archange Frémin                       |           |                   |
| 1922                                                                                            | 1925            | Gustave Courois                       |           |                   |
| 1925                                                                                            | 1940            | Eugène Leconte                        |           |                   |
| 1941                                                                                            | 1941            | Charles Marguet                       |           |                   |
| 1941                                                                                            | 1944            | Ernest Lepatron                       |           |                   |
| 1944                                                                                            | 1945            | Jules Lefèvre                         |           |                   |
| 1945                                                                                            | 1953            | Archange Frémin                       |           |                   |
| 1953                                                                                            | 1965            | Gustave Courois                       |           |                   |
| 1965                                                                                            | 1989            | Michel Malherbe                       |           |                   |
| 1989                                                                                            | 1995            | Armand Papeghin                       |           |                   |
| 1995                                                                                            | mars 2008       | Victor Courois                        |           | Chef de personnel |
| mars 2008                                                                                       | En cours        | Jean-Benoît Rault                     | SE        | Agriculteur       |
| Une partie des données est issue d'une liste établie par Jean Pouëssel et Jean-Pierre Lehoussu. |                 |                                       |           |                   |

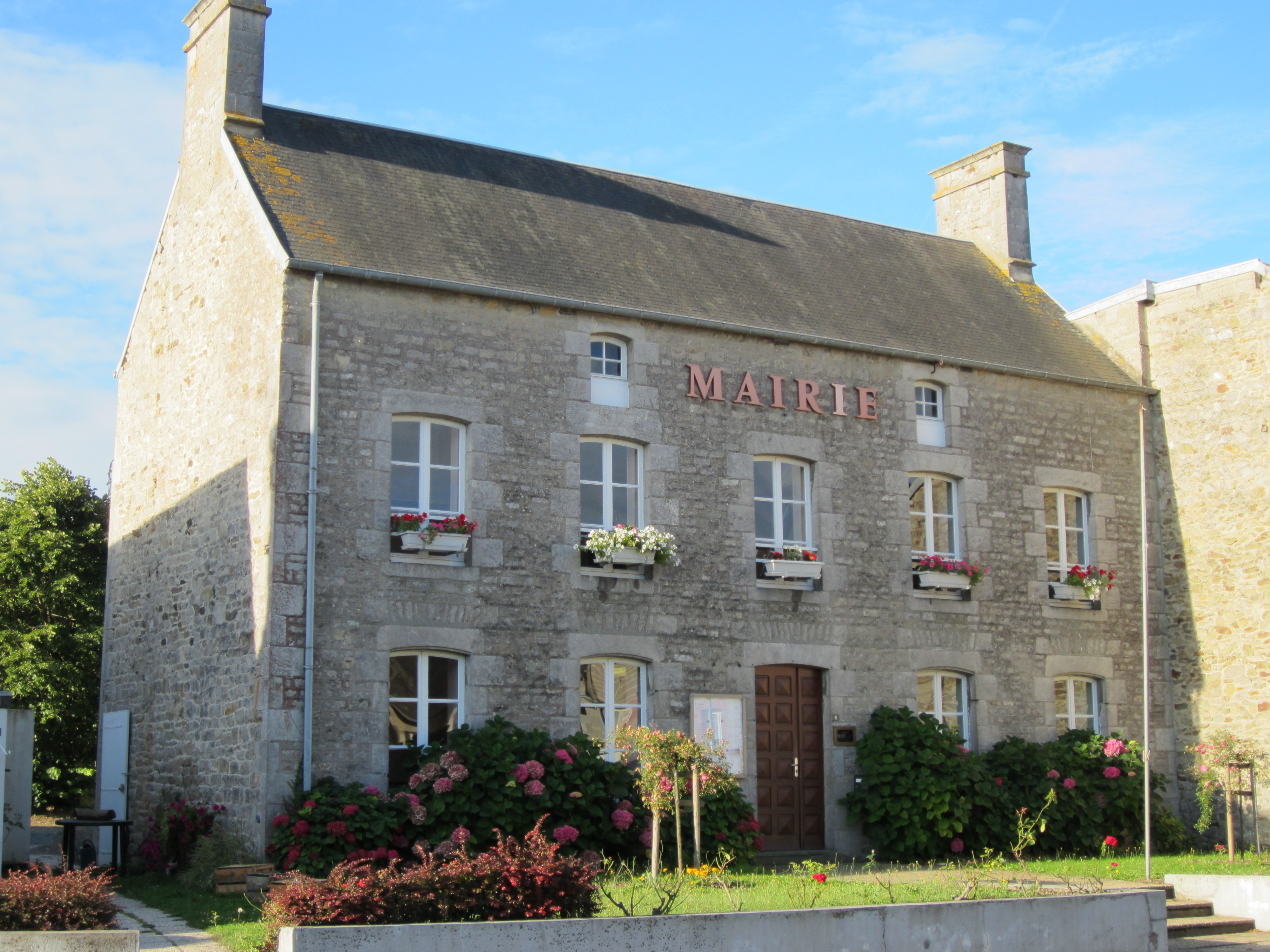
La mairie.

Le conseil municipal était composé de quinze membres dont le maire et quatre adjoints.

## Démographie
En 2021, la commune comptait 1 024 habitants, en évolution de +2,5 % par rapport à 2015 (Manche : −0,31 %, France hors Mayotte : +2,11 %).
Lingreville a compté jusqu'à 1 686 habitants en 1800.
| 1793  | 1800  | 1806  | 1821  | 1831  | 1836  | 1841  | 1846  | 1851  |
| ----- | ----- | ----- | ----- | ----- | ----- | ----- | ----- | ----- |
| 1 627 | 1 686 | 1 666 | 1 680 | 1 623 | 1 633 | 1 600 | 1 523 | 1 494 |

| 1856  | 1861  | 1866  | 1872  | 1876  | 1881  | 1886  | 1891  | 1896  |
| ----- | ----- | ----- | ----- | ----- | ----- | ----- | ----- | ----- |
| 1 533 | 1 537 | 1 550 | 1 496 | 1 464 | 1 419 | 1 391 | 1 364 | 1 357 |

| 1901  | 1906  | 1911  | 1921  | 1926  | 1931 | 1936  | 1946 | 1954 |
| ----- | ----- | ----- | ----- | ----- | ---- | ----- | ---- | ---- |
| 1 276 | 1 241 | 1 201 | 1 070 | 1 036 | 991  | 1 020 | 910  | 932  |

| 1962 | 1968 | 1975 | 1982 | 1990 | 1999 | 2005 | 2006 | 2010 |
| ---- | ---- | ---- | ---- | ---- | ---- | ---- | ---- | ---- |
| 957  | 954  | 940  | 903  | 913  | 920  | 941  | 949  | 920  |

| 2015 | 2020  | 2021  | - | - | - | - | - | - |
| ---- | ----- | ----- | - | - | - | - | - | - |
| 999  | 1 023 | 1 024 | - | - | - | - | - | - |

## Lieux et monuments
- Église Saint-Martin du XIIIe siècle, remaniée aux XVe et XVIIIe siècles, bâtie en matériaux locaux de la région. Elle comporte un double transept du XVe, un chœur de style gothique flamboyant et les fenêtres de la nef ont été refaites.

Elle abrite cinq statues : Saint Louis, saint Jean, saint Pierre, sainte Marie Madeleine, Christ en croix classées au titre objet aux monuments historiques et des fonts baptismaux du XIVe.
- Croix ancienne de l'ancien cimetière, près de l'église.
- Manoir de la Bissonnerie des XVIe – XXe siècles.
- Moulin à vent et deux anciens moulins à eaux.
- Deux anciens pigeonniers circulaires et un autre carré.
- Havre de la Vanlée (10 ha), site classé[36].
- Estran à bouchots.

Pour mémoire
- Château du XVIIe siècle, qui avait deux énormes pigeonniers. Possession de la famille Frémin, il fut saccagé par les Allemands en 1940-1941 et rasé en 1976[32]. Au XIXe siècle, il était la possession du baron du Mesnil[25].

## Héraldique
| Blason de Lingreville | Blason  | Tranché d'azur et de sable, à la cotice componée de gueules et d'argent brochant sur la partition ; brochant sur le tout, un chef de gueules chargé d'un léopard d'or et une champagne de sinople chargée d'une mer ondée de quatre pièces d'argent et d'azur ; le chef et la champagne laissant apparaître, sur l'azur, trois fleurs de lis d'or, sur le sable, trois coquilles du même, le tout ordonné en orle, et cinq compons de la cotice. |
| Blason de Lingreville | Détails | Le léopards d'or sur champ de gueules rappelle les armoiries de la Normandie. Officiel |

## Activité et manifestations

### Sports
Lingreville-Montmartin-Hauteville, club de football, fait évoluer deux équipes en divisions de district.